# Monster (sèrie de televisió)
Monster és una sèrie de televisió d'antologia dramàtica biogràfica estatunidenca creada per Ryan Murphy i Ian Brennan per a Netflix. Murphy i Brennan en són els productors creadors. La sèrie segueix la vida de "figures monstruoses", amb cada temporada seguint un assassí o assassins diferents. S'ha subtitulat al català.
La primera temporada, The Jeffrey Dahmer Story, se centra en l'assassí en sèrie Jeffrey Dahmer (Evan Peters) i es va publicar a Netflix el 21 de setembre de 2022. La sèrie es va concebre inicialment com una minisèrie, però es va renovar per a una segona i tercera temporada el novembre de 2022. La segona temporada, The Lyle and Erik Menendez Story, se centra en el cas d'assassinat dels germans Menéndez (Nicholas Chavez com a Lyle i Cooper Koch com a Erik), i es va estrenar el 19 de setembre de 2024. El setembre de 2024, es va anunciar que la tercera temporada se centraria en l'assassí Ed Gein (Charlie Hunnam).
La primera temporada va rebre crítiques en diversos sentits, però finalment va ser un èxit comercial, i va aconseguir el primer lloc a Netflix la primera setmana del seu llançament. La temporada es va convertir en la segona sèrie en anglès més vista de Netflix de tots els temps en 28 dies, i la tercera sèrie de Netflix que supera els 1.000 milions d'hores de visualització en dos mesos. La primera temporada va rebre quatre nominacions als 80ns Globus d'Or i sis nominacions als 75ns Premis Primetime Emmy. Niecy Nash va guanyar l'Emmy a la millor actriu secundària en una sèrie o pel·lícula limitada o antologia.